# Стинавське нафтове родовище
Стинавське нафтове родовище — належить до Бориславсько-Покутського нафтогазоносного району Передкарпатської нафтогазоносної області Західного нафтогазоносного регіону України.

## Опис
Розташоване у Стрийському районі Львівської області на відстані 15 км від м. Стрий.
Знаходиться в першому ярусі складок північно-західної частини Бориславсько-Покутської зони.
Структура виявлена в 1964 р. Район родовища характерний покривним стилем тектоніки. Родовище пов'язане з лускоподібною антиклінальною складкою загальнокарпатського простягання. На півд. заході Стинавська складка контактує з Заводівською антикліналлю. Розміри складки 7,6х5,7 м, висота 250 м. 
Перший промисловий приплив нафти отримано в 1967 р. при випробуванні менілітових відкладів з інт. 3501-3607 м. 
Поклади пластові, склепінчасті, тектонічно екрановані. Режим Покладів пружний та розчиненого газу. Запаси початкові видобувні категорій А+В+С1: нафти — 800 тис. т; розчиненого газу — 1326 млн.. м³. Густина дегазованої нафти 839-852 кг/м³. Вміст сірки у нафті 0,36 мас.%.